# Мураховський Артем Олександрович
Артем Олександрович Мураховський — старший солдат Збройних Сил України, учасник російсько-української війни, що загинув у ході російського вторгнення в Україну в 2022 році, громадський активіст.

## Життєпис
Народився 7 травня 1993 року в місті Дніпропетровську (нині — Дніпрі). Мешкав на проспекті Свободи. Після закінчення Дніпропетровської загальноосвітньої школи № 148 навчався у Фаховому коледжі ракетно-космічного машинобудування, де вивчав програмування. Потім вступив на факультет прикладної математики Дніпровського національного університету імені Олеся Гончара. Також закінчив приватний заклад освіти «Ukrainian National IT Factory» у м. Києві. 
З початком Революції Гідності брав активну участь в акціях у рідному місті, перебував під слідством. Взимку 2014 року отримав поранення в шию з травматичного пістолета під час протистояння з тітушками поблизу будівлі Дніпропетровської облдержадміністрації.
В 2015 році, під час війни на сході України пішов спочатку добровольцем — до полку «Азов». Через два роки продовжив службу у складі НГУ — в окремому загоні спеціального призначення «Азов». У складі АТО перебував на передовій в Донецькій області. Після завершення військової служби повернувся додому. Працював програмістом в ІТ-компанії за фахом, проводив семінари для програмістів-початківців. Проявив себе відомим вуличним митцем, започаткувавши всеукраїнський вуличний мистецький проєкт «Olifant». У перші дні російського вторгнення в Україну в лютому 2022 року добровільно записався до складу ЗС України. Військову службу проходив у складі 25 ОПДБр. Перебував на лінії зіткнення. 
Загинув 7 березня 2022 року в боях на Донеччині поблизу м. Авдіївки. 6 квітня 2022 року відважного воїна провели в останню путь. Артем Мураховський похований на Краснопільському цвинтарі у місті Дніпрі.

## Родина
В Артема Мураховського не було власної родини. У загиблого залишилися батьки, рідні сестри та брат.

## Нагороди
- Орден «За мужність» III ступеня (2022, посмертно) — за особисту мужність і самовіддані дії, виявлені у захисті державного суверенітету та територіальної цілісності України, вірність військовій присязі [4].

## Вшанування пам'яті
Мешканці м. Дніпра та інших регіонів України, а також бійці низки військових підрозділів Національної гвардії та Збройних сил України (98-го окремого батальйону Дніпровської територіальної оборони, 25-ої окремої повітрянодесантної Січеславської бригади, 108-ї окремої бригади територіальної оборони, підрозділу «Карпатська Січ» 101-ї окремої бригади територіальної оборони,
окремого загону спеціального призначення НГУ «Азов», роти спеціальних дій 3-го окремого полку спеціального призначення імені князя Святослава Хороброго, окремого загону спеціального призначення «Омега-Захід» Національної гвардії України, 73-го морського центру спеціальних операцій імені кошового отамана Антіна Головатого) виступили з ініціативою присвоїти одному з топонімів Дніпра ім'я Артема Мураховського.